# Microsoft SenseCam

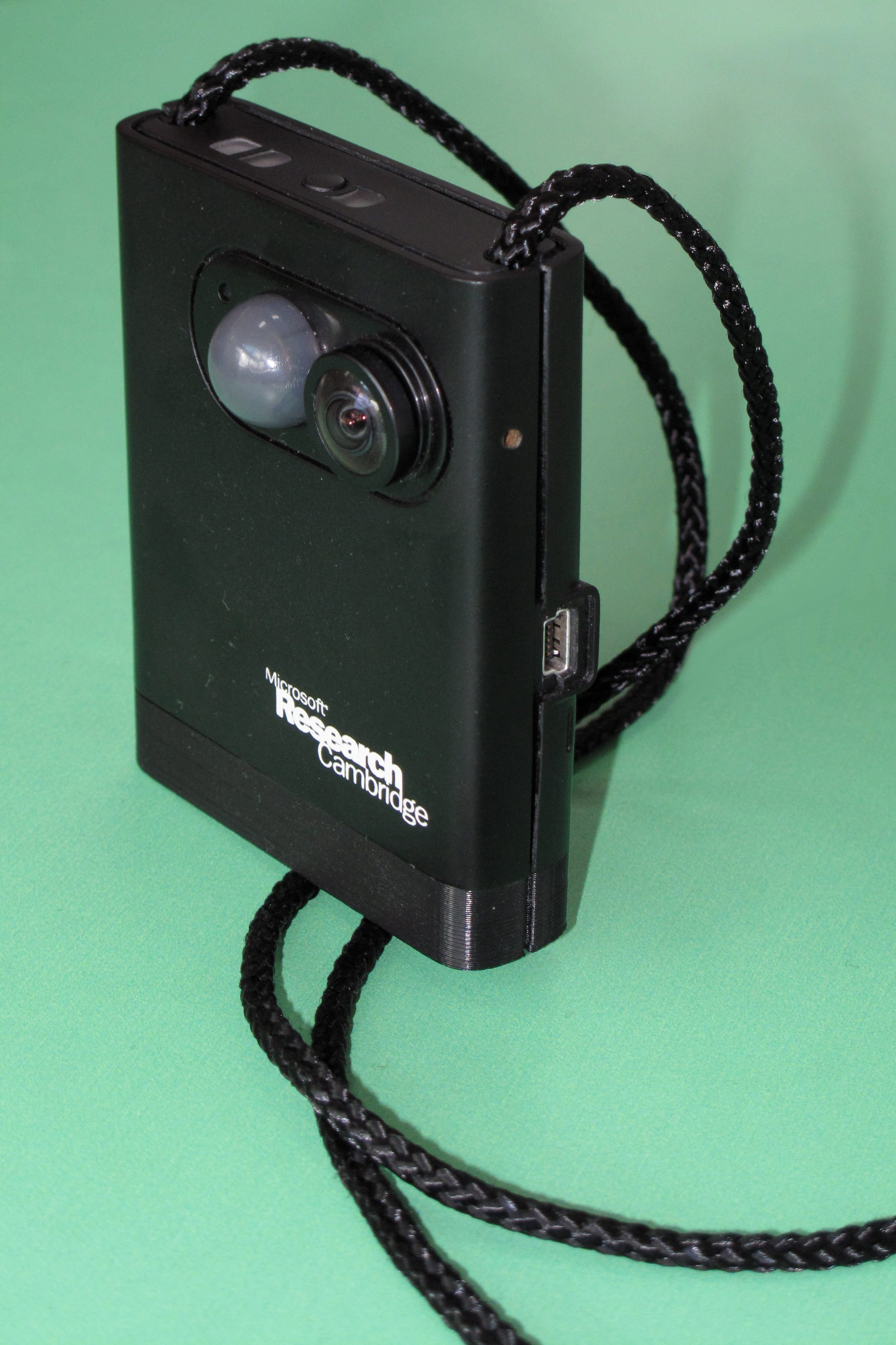
Microsoft SenseCam

Microsoft SenseCam è un dispositivo sviluppato da Microsoft ed utilizzato nel progetto MyLifeBits; lo strumento è una sorta di fotocamera che si può portare al collo, e che può scattare fotografie in maniera automatica, registrando così ogni spostamento e ogni immagine vista dall'individuo che la indossa.
La cattura delle immagini può essere sia regolata automaticamente, sia attivata da sensori che percepiscono variazioni di luce o di calore (ad esempio, scattando una foto quando si avvicina o si incontra una persona). 
Lo strumento è stato sviluppato a partire dal 1999 da Lyndsay Williams, ricercatore presso il centro Microsoft Research di Cambridge. SenseCam è stata usata da George Bell per il progetto MyLifeBits, e prevede utilizzi quali l'essere d'aiuto a persone che soffrono di disturbi della memoria come la malattia di Alzheimer; l'efficacia di tale utilizzo è stato confermato dalla ricerca della neuropsichiatra Emma Berry, dell'università di Addenbrooke, che in uno studio pubblicato sul Journal of Neurology ha descritto i miglioramenti avuti da una paziente grazie all'uso della SenseCam
Nel 2009 la società Vicom ha rilevato la licenza di SenseCam da Microsoft, e prevede di produrre e mettere in vendita tali strumenti a partire dal 2010.